# Équipe d'Australie féminine de basket-ball à trois
Maillots
L'équipe nationale féminine d'Australie 3×3 est l'équipe de basket-ball à trois représentant l'Australie dans les compétitions internationales féminines, elle est organisées et gérées par la La Fédération australienne de basket-ball (Basketball Australia).
Elles ont participé à deux reprises à la série féminine 2019 et ont gagné les deux fois, tout en terminant quatrième à la Coupe du monde 2019. Les meilleures joueuses sont Bec Cole et Maddie Garrick.

## Résultats

### Palmarès
| Compétitions mondiales                                                 | Compétitions continentales                                                                               | Autres compétitions                        |
| ---------------------------------------------------------------------- | --- | ------------------------------------------ |
| - Jeux olympiques - Néant - Coupe du monde - Troisième en 2012 et 2023 | - Coupe d'Asie (5) - Vainqueur en 2017, 2019, 2023, 2024 et 2025 - Finaliste en 2022 - Troisième en 2018 | - Jeux du Commonwealth - Troisième en 2022 |

### Parcours en compétitions internationales

#### Jeux olympiques
| Année | Position      |      | Année | Position |
| 2020  | Non qualifiée | 2028 | -     |          |
| 2024  | 5e            | 2032 | -     |          |

#### Coupe du monde
| Année | Position      |              | Année         | Position |
| 2012  | Troisième     | 2019         | 4e            |          |
| 2014  | Non qualifiée | 2022         | Non qualifiée |          |
| 2016  | 11e           | 2023         | Troisième     |          |
| 2017  | 9e            | Pays inconnu | -             |          |
| 2018  | Non qualifiée | Pays inconnu | -             |          |